# Score de Gleason
Le score de Gleason ou système de grading de Gleason, est un score histopronostique de grande valeur, utilisé dans le cancer de la prostate.  Les cancers dont le score de Gleason est plus élevé sont réputés plus agressifs et leur pronostic est moins bon. Les scores sont compris entre 2 et 10, les chiffres les plus élevés indiquant des risques plus importants et une mortalité plus élevée. Ce système est largement accepté et utilisé pour la décision clinique, même s'il est reconnu que certains biomarqueurs, comme l'expression de l'ACP1, pourraient avoir une valeur prédictive plus élevée pour l'évolution future de la maladie.

## Description
Le Dr Donald F. Gleason a élaboré le score de Gleason dans les années 1960 à partir d'études de l'architecture cellulaire de la prostate.
La structure tissulaire du cancer de la prostate varie des formes différenciées (cellules cancéreuses ressemblant aux cellules saines), dite de grade 1, aux formes les moins différenciées (cellules cancéreuses présentant beaucoup de caractères atypiques par rapport aux cellules saines), dite de grade 5. Plusieurs grades peuvent se rencontrer au sein d'un même tissu.

## Mode de calcul
Le score de Gleason est calculé  en fonction de l'aspect des cellules au microscope de la façon suivante : on additionne les deux grades les plus représentés de la tumeur. Le premier chiffre représentant le score du contingent le plus représenté (noté de 1 à 5), et le second le motif cellulaire non dominant ayant le grade le plus élevé (noté également de 1 à 5) . Un score de 7 issu de la somme (4+3) signe dès lors une situation plus dégradée qu'un même score atteint par (3+4). 
Si la somme est de 6 ou inférieure, le cancer est dit bien différencié, donc de meilleur pronostic ; 7 : le cancer est moyennement différencié ; 8 ou plus : le cancer est peu différencié, donc de moins bon pronostic.

## Pronostic
Aux stades T1 ou T2, N0, M0, le score de Gleason est bien corrélé à la probabilité de survie sans traitement[source insuffisante].
Les stades de la classification clinique TNM renvoient aux informations cliniques suivantes, :
T (tumeur)
T0 – Absence de tumeur dans la prostate
T1 – La tumeur est de petite taille, se limite à la prostate et est non-palpable au toucher rectal. Il s’agit d’un cancer de la prostate localisé.
T2 – La tumeur est confinée à la prostate, mais palpable au toucher rectal et visible lors d’une imagerie (IRM).
T3 – La tumeur a commencé à se propager au-delà de la prostate, dans les régions qui entourent cette glande. Il s’agit d’un cancer de la prostate localement avancé.
T4 – La tumeur s’est propagée au-delà de la prostate, dans les structures avoisinantes autres que les vésicules séminales (rectum, sphincter urétral, vessie, paroi pelvienne). Il s’agit d’un cancer de la prostate localement avancé.

### 'N (Atteinte des ganglions lymphatiques régionaux (pelviens))
- Nx – Ganglions régionaux non évalués
- N0 – Absence de métastase ganglionnaire
- N1 – Atteinte ganglionnaire(s) régionale(s)
- M (Atteinte des régions éloignées (métastases à distance))
- MX – Aucune évaluation des régions éloignées ou résultats incertains
- M0 – Absence de métastases à distance
- M1 – Présence de métastases à distance (os, ganglions non régionaux)